# Makói neológ zsinagóga
A Makói neológ zsinagóga egy mára már elpusztult nagyméretű zsidó vallási épület volt.

## Története
A 19. század végén Makó tekintélyes számú és társadalmi állású neológ zsidói új zsinagóga megépítésére határozták el magukat. Az új zsinagóga az Eötvös utcára merőlegesen, Baumhorn Lipót tervei szerint épült fel. A templomépületet 1914-ben avatták fel. 
A második világháborúban a makói zsidóságot ért pusztulás után a zsinagóga elvesztette korábbi szerepét. Az 1950-es, 1960-as években több gondolat született újrahasznosítására, végül azonban elbontották.

## Fényképek
- https://www.delmagyar.hu/mako-es-kornyeke/volt-egyszer-egy-makoi-zsinagoga-3060181/
- https://index.hu/kultur/2019/08/30/kis_jeruzsalem_mako_zsidosag_holokauszt_zsinagoga_urbancsok_zsolt_hagyma/

## Egyéb hivatkozás
- https://makohirado.hu/2014/02/04/osszel-avatjak-a-makoi-neolog-zsinagoga-emlekmuvet/ Archiválva 2021. április 14-i dátummal a Wayback Machine-ben